# La Suze-sur-Sarthe
La Suze-sur-Sarthe est une commune française, située dans le département de la Sarthe en région Pays de la Loire, peuplée de 4 628 habitants (les Suzerains).
La commune fait partie de la province historique du Maine, et se situe dans le Haut-Maine (Maine blanc).

## Géographie
|                    | Chemiré-le-Gaudin  |                     |
| Fercé-sur-Sarthe   | La Suze-sur-Sarthe | Roëzé-sur-Sarthe    |
| Saint-Jean-du-Bois | Mézeray            | Cérans-Foulletourte |

### Climat
Pour des articles plus généraux, voir Climat des Pays de la Loire et Climat de la Sarthe.
En 2010, le climat de la commune est de type climat océanique dégradé des plaines du Centre et du Nord, selon une étude du CNRS s'appuyant sur une série de données couvrant la période 1971-2000. En 2020, Météo-France publie une typologie des climats de la France métropolitaine dans laquelle la commune est exposée à un climat océanique et est dans la région climatique  Moyenne vallée de la Loire, caractérisée par une bonne insolation (1 850 h/an) et un été peu pluvieux. 
Pour la période 1971-2000, la température annuelle moyenne est de 11,3 °C, avec une amplitude thermique annuelle de 14,3 °C. Le cumul annuel moyen de précipitations est de 682 mm, avec 11,5 jours de précipitations en janvier et 6,7 jours en juillet. Pour la période 1991-2020, la température moyenne annuelle observée sur la station météorologique de Météo-France la plus proche, sur la commune du Mans à 18 km à vol d'oiseau, est de 12,4 °C et le cumul annuel moyen de précipitations est de 693,4 mm,. Pour l'avenir, les paramètres climatiques de la commune estimés pour 2050 selon différents scénarios d'émission de gaz à effet de serre sont consultables sur un site dédié publié par Météo-France en novembre 2022.

## Urbanisme

### Typologie
Au 1er janvier 2024, La Suze-sur-Sarthe est catégorisée petite ville, selon la nouvelle grille communale de densité à sept niveaux définie par l'Insee en 2022.
Elle appartient à l'unité urbaine de La Suze-sur-Sarthe, une agglomération intra-départementale regroupant deux  communes, dont elle est ville-centre,,. Par ailleurs la commune fait partie de l'aire d'attraction du Mans, dont elle est une commune de la couronne,. Cette aire, qui regroupe 144 communes, est catégorisée dans les aires de 200 000 à moins de 700 000 habitants,.

### Occupation des sols
L'occupation des sols de la commune, telle qu'elle ressort de la base de données européenne d’occupation biophysique des sols Corine Land Cover (CLC), est marquée par l'importance des territoires agricoles (61,3 % en 2018), en diminution par rapport à 1990 (65,1 %). La répartition détaillée en 2018 est la suivante : 
prairies (34,4 %), forêts (26,6 %), zones agricoles hétérogènes (13,9 %), terres arables (13 %), zones urbanisées (11,7 %), milieux à végétation arbustive et/ou herbacée (0,4 %). L'évolution de l’occupation des sols de la commune et de ses infrastructures peut être observée sur les différentes représentations cartographiques du territoire : la carte de Cassini (XVIIIe siècle), la carte d'état-major (1820-1866) et les cartes ou photos aériennes de l'IGN pour la période actuelle (1950 à aujourd'hui).

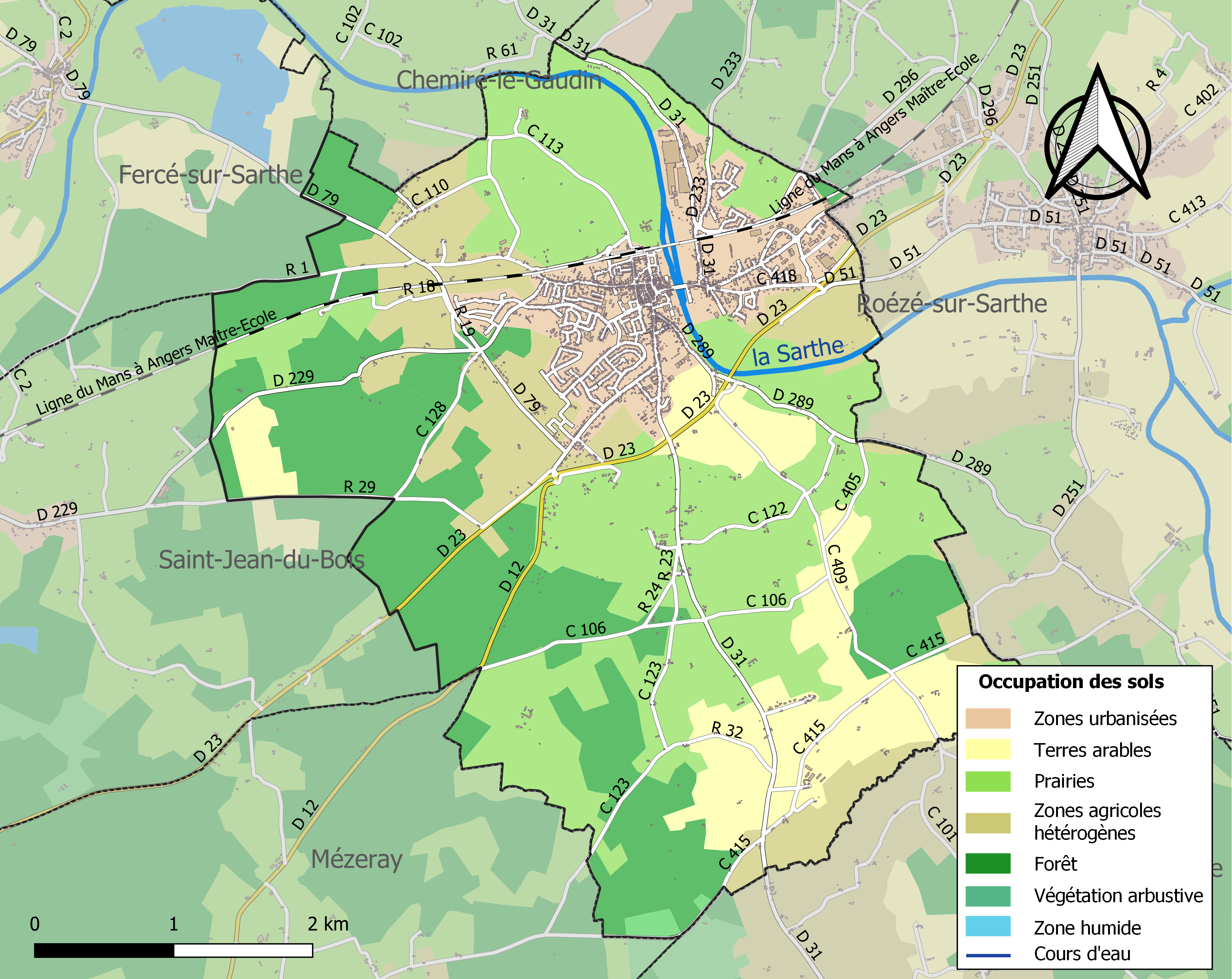
Carte des infrastructures et de l'occupation des sols de la commune en 2018 (CLC).

## Toponymie
Attestée sous la forme latinisée Secusa en 1035 -1055. Probable archétype celtique *Segontia (ancien nom de Sigüenza, Espagne), formé des éléments sego-, force, victoire et du suffixe (o)nti- que l'on retrouve dans Besançon (Ves-onti-o), Lyons-la-Forêt (*Lig-onti-o) ou Mayence (Mog-onti-acum).
Homonymie avec Sigonce (Segoncia 1206) et Suze (Secusia 1178),.

## Histoire
Il y eut sans doute sur les lieux une présence humaine préhistorique, au moins depuis le Néolithique, puis celtique et gallo-romaine. La Suze est connue depuis la première moitié du XIe siècle pour le pont sur la Sarthe, le premier après ceux du Mans. Cette fonction de communication, d'une importance stratégique et commerciale évidente, entraîna la construction d'un château pour contrôler le passage et en percevoir les droits,.
La première famille châtelaine et seigneuriale, apparue dans la première moitié du XIe siècle, s'éteignit vers 1100 dans la famille de Craon-Sablé, auxquels succédèrent en 1312 leurs lointains cousins de la branche aînée des Craon. D'eux, La Suze passa aux Montmorency-Laval barons de Retz/de Rais en 1432, puis à la famille de Champagne-Parcé aux alentours de 1501/1502/1503. Enfin, elle fut vendue aux Chamillart en 1718.
La Suze est une ancienne châtellenie, devenue comté au XVIe siècle (1566) en faveur de Nicolas de Champagne.
Sous l'Ancien Régime, La Suze faisait partie du pays d'élection de La Flèche.

### Seigneurs
Une première famille de châtelains ou de seigneurs prend alors le nom de La Suze : Dreux, puis ses fils Renaud (fl. vers 1050) et Herbert (vers 1078). Les de La Suze ont aussi Louplande. La fille d'Herbert et de sa femme Erembourg, Hersende dame de La Suze, † après 1110, apporte le fief à son mari Robert de Craon-Sablé, sans doute † vers 1100,
- puis à leur fils Lisiard. Désormais, les sires de Sablé ont aussi La Suze. La femme de Lisiard, Tiphaine dite Chevrière, fille de Geoffroi de Briol(l)ay (ou Briol(l)é), lui apporte ce fief angevin.
- Viennent alors : Robert III († ca. 1154 ; époux d'Hersende d'Anthenaise) ; puis son fils Robert IV (Grand maître du Temple, † 1193 en Terre Sainte ; mari de Clémence fille de Geoffroy III de Mayenne).

La fille de Robert IV et Clémence de Mayenne, Marguerite de Sablé (1175-1238), apporte Sablé, La Suze et Briollay à son mari épousé vers 1191, le sénéchal Guillaume des Roches (vers 1155/1160-1220),
- puis à leur fille cadette Clémence, aussi dame de Château-du-Loir, Mayet et Louplande (mais pas de Sablé qui passe à sa sœur aînée Jeanne des Roches). Clémence des Roches et son deuxième mari le vicomte Geoffroi VI de Châteaudun, sire de Mondoubleau et St-Calais (les époux vivaient encore en 1245) ont deux filles,
- dont l'aînée Jeanne (Ire), † vers 1255, est comtesse de Montfort-l’Amaury par son premier mariage en 1248 avec Jean Ier comte de Montfort († 1249), auquel elle apporte La Suze, Château-du-Loir et Mayet (Louplande est cédée en 1272 au chambellan Pierre de La Brosse).
- Leur fille Béatrice, comtesse de Montfort-l’Amaury et dame de la Suze (Béatrice Ire), † 1311, mariée en 1260 à Robert IV († 1282) comte de Dreux et de Braine, transmet Braine et La Suze à leur fille cadette,
- Jeanne (II) de Dreux-Braine, mariée à Jean IV de Pierrepont-Roucy († 1302), comte de Roucy.

La fille de ces derniers, Béatrice de Roucy (ca. 1285-1328), dame de La Suze (Béatrice II), se marie en 1312 à Amaury III de Craon (ca. 1280-1333 ; baron de Craon, Ingrandes et Chantocé, Sablé, Précigné/Pressigné, Briollé, Châteauneuf-sur-Sarthe  il descendait de Jeanne des Roches, fille de Marguerite de Sablé et du sénéchal Guillaume, sœur aînée de Clémence des Roches ci-dessus. Amaury III était veuf d'Isabelle de Ste-Maure, et de ce premier lit vient la suite des seigneurs de Craon.
- La Suze va ensuite à un fils d'Amaury III et Béatrice, Pierre de Craon-La Suze (vers 1315-† 1376), seigneur de La Suze, Briollé, Ingrandes et Chantocé, mari de Catherine de Machecoul et père de :
- Jean de Craon (né vers 1367-† 1432 ; x Béatrix de Rochefort), aussi sire de La Suze, Briolé, Ingrandes et Chantocé qu'il transmet à sa fille :
- Marie de Craon (née vers 1384/1387-† vers 1415/1416), épouse en 1403 de Guy II de Montmorency-Laval-Blaison de Retz, sire de Machecoul, † 1415.
- Leurs deux fils sont le tristement célèbre Gilles de Rais, maréchal de France (ca. 1405-1440 ; père de Marie de Retz, vers 1433 ou 1434-1457, fille de Catherine de Thouars, † sans postérité de ses deux maris l'amiral Prigent VII de Coëtivy et le maréchal André de Montfort-Laval de Lohéac), et son frère cadet René de Laval-Rais (ca. 1414-1473), sire de La Suze en 1434. René épouse Anne de Champagne († 1501 ; fille de Jean IV de Champagne-Parcé et de Marie de Sillé : cf. ci-dessous, et Mathefelon, notes 12 et 13 ; les Champagne sont dits premiers barons du Maine), dame de Louplande, Coulans et Chauffour (fiefs acquis ou hérités par les Champagne), qui reçoit La Suze en douaire :
- leur fille Jeanne (III) de Rais épouse François de Chauvigny-Châteauroux (ca. 1430-1491) vicomte de Brosse,
- mais leur fils André III ou IV de Chauvigny, vicomte de Brosse, meurt vers 1502/1503 sans postérité de Louise de Bourbon-Montpensier (1482-1561), duchesse de Montpensier en 1522, fille de Gilbert et sœur du connétable Charles, remariée en 1508 à Louis de Bourbon prince de La Roche-sur-Yon, d'où la suite des ducs de Montpensier, princes de La Roche.

La Suze est alors léguée, avec Coulans, Louplande et Chauffour, par le testament daté du 21 septembre 1498 d'Anne de Champagne ci-dessus († 1501, la grand-mère maternelle d'André de Chauvigny), à son cousin germain Brandelis (III) de Champagne-Parcé,,, † vers 1504, seigneur de Bazouges, Brouassin, La Motte-Achard, Villaines-la-Juhel et Villaines-sous-Malicorne (les Champagne-La Suze ont aussi cette dernière seigneurie, au moins Brandelis, son fils Baudouin (III) † 1560, son petit-fils Nicolas Ier comte de La Suze † 1567, et le fils cadet de ce dernier, Brandelis (IV) de Villaines † 1619, ci-dessous ; la descendance de Guy de Champagne, frère cadet de Brandelis (III) et oncle de Baudouin (III), y possède les fiefs de Bonnefontaine et La Roche-Simon : cf. la note 2 de l'article Parcé), mais pas Villaines en Louplande (qui était aux Gaignon, même si les Champagne-La Suze avaient la seigneurie de Louplande depuis Brandelis III qui l'avait héritée, comme on vient de le dire, de sa cousine Anne de Champagne). Brandelis était membre d'une grande famille féodale d'Anjou-Maine qui eut aussi Durtal et Mathefelon (on trouvera des précisions à ce dernier article). Brandelis était le neveu de Jean IV ci-dessus, et le fils de Pierre Ier de Champagne, sire de Parcé, Avoise et Pescheseul, et de Marie fille de Thibaud Ier de Montmorency-Laval-Loué : son père, Pierre de Champagne, est réputé † centenaire en 1485, mais en fait il serait né plus tard qu'en 1385, peut-être vers 1400 ? Grand-maréchal et vice-roi de Naples, prince de Montorio et d'Aquila au royaume de Naples, chevalier du Croissant ; le duc Louis III d'Anjou-Maine lui aurait donné Villaines-la-Juhel en 1420 ; frère de Jean IV de Champagne ci-dessus, le père d'Anne et le beau-père de René de Rais. Le frère aîné de Brandelis III de La Suze et de Guy de Bonnefontaine et La Roche-Simon (en Villaines-sous-Malicorne), René, fils aîné de Pierre Ier et de Marie de Laval-Loué, continue les barons de Champagne-Parcé, Avoise et Pescheseul. Brandelis (III) épouse en 1485 Renée, fille de Guillaume de Varye de L'Isle-Savary et Charlotte de Bar de Baugy, d'où :
- Baudouin (III) de Champagne, † le 24 juin 1560 à La Suze ; x 1518 Jeanne, † 1558, fille d'Olivier de La Chapelle-Rainsouin et d'Aréthuse, fille du Grand-maître Charles de Melun — baron des Landes à Canappeville, seigneur de Normanville, Nantouillet, Lumigny, Champigny — et d'Anne-Philippe de La Rochefoucauld-Barbezieux ; parents de :
- Nicolas de Champagne (1526-1567 ; huguenot, † à la bataille de St-Denis), premier comte de La Suze en février 1566 (enregistré en décembre 1566), seigneur de Louplande, marié en 1547 à Françoise, fille de Guy de Montmorency-Laval-Lezay et Claude de La Jaille de La Roche-Talbot, † après 1567 ; parents de :
- Louis Ier, deuxième comte de La Suze, 1555-† octobre 1587 à la bataille de Coutras, x 1572 Madeleine de Melun de Normanville de Lumigny, petite-nièce d'Aréthuse de Melun ci-dessus, d'où Louis II ci-dessous ; le frère puîné de Louis Ier, Brandelis (IV) (1557-1619), baron — premier marquis en 1587 — de Villaines, est la tige des marquis de Villaines-la-Juhel ; la sœur de Louis Ier et Brandelis, Perronelle (vers 1551-ap. 1585), épouse en 1571 Jacques II de Montgomery de Lorges (1554-1609), fils de Gabriel : d'où Marguerite (1585-1606), x 1603 Jacques de Durfort de Duras (1547-1626), souche des ducs de Quintin, de Lorges et de Duras ; la fille de Louis Ier, sœur de Louis II ci-après, Catherine de Champagne (vers 1579-1649), épouse Amaury II Goyon de La Moussaye
- Louis II, troisième comte de La Suze, gouverneur de Montbéliard, gouverneur puis comte de Belfort et de Ferrette (1636), lieutenant-général, † 1636/1637, x 1617 Charlotte (1602-1637), fille de Charles (II) de La Rochefoucauld de Roye comte de Roucy[23], d'où : Gaspard, qui suit ; ses frères François-Marie de Normanville et Louis de Lumigny, tués à la bataille de Lens en août 1648 ; leur sœur Ursule, x César de La Muce-Ponthus et Ligné, fl. 1668, arrière-petit-fils de François de La Noue par sa mère Anne de La Noue
- Gaspard, quatrième comte de La Suze, comte de Belfort et de Ferrette (confirmé en 1640, mais déchu en 1654 au profit de Mazarin car il avait suivi le parti de Condé et de La Fronde), † 1694 à Brouassin, x 1° 1653 (annulé en 1661) Henriette (1618-1673) fille du maréchal Gaspard III de Coligny et d'Anne de Polignac, libertine, aimable et mondaine, poétesse précieuse convertie au catholicisme en 1653, alors que Gaspard était un protestant austère, revêche et jaloux[24], et x 2° 1662 Louise fille d'Henri de Clermont-Gallerande, † 1669, d'où du deuxième lit :
- Thibault comte de La Suze, † mousquetaire du Roi à l'âge de 18 ans ; sa sœur Renée-Gabrielle (Nicole) de Champagne hérite de La Suze et épouse Jacques de Royer(s) de La Brizolière (La Brissaudière) : parents de Louise-Jacqueline de Royers de La Brizolière de La Suze ci-dessous ; leur sœur cadette Madeleine-Françoise de Champagne (vers 1667-1731) épouse en 1699 son cousin Hubert-Jérôme de Champagne de Villaines, fils cadet de Catherine Fouquet de La Varenne dame de Ste-Suzanne et du deuxième marquis de Villaines, Hubert de Champagne, lui-même fils du premier marquis Brandelis (IV) ci-dessus.

La Suze et Brouassin étaient passés, comme on vient de le voir, à Renée-Gabrielle de Champagne, fille de Gaspard et sœur de Thibaut ci-dessus, femme de Jacques de Royers de La Brizolière, et à leur fille Louise-Jacqueline de Royer(s) de La Brizolière. Les tuteurs de Louise-Jacqueline (ses deux parents étant disparus) vendent le 2 juillet 1718 ces deux seigneuries à l'ancien ministre de Louis XIV, Michel Chamillart, (1652-1721), contre 120 000 livres (50 000 pour La Suze, 70 000 pour Brouassin) ; mais il revend Brouassin dès septembre 1718 ; il avait acquis Courcelles en octobre 1709, les Mésangères et les Grandes-Maisons à Mézeray en janvier-mai 1715, les Noës blanches en novembre 1718. Son petit-fils Louis-Michel Chamillart (1709-74), fils de Michel Chamillart de Cany (1689-1716) et grand-oncle de Talleyrand, est comte de La Suze ; Louis-Michel est père de Louis-François (1751-1833), comte puis premier marquis de La Suze en 1817, pair de France sous la Restauration, lui-même père d'Alphonse-Louis-Michel Chamillart deuxième marquis de La Suze (1776-1871).

## Politique et administration

### Liste des maires
| Période                                  | Période           | Identité             | Étiquette   | Qualité                                                         |
| ---------------------------------------- | ----------------- | -------------------- | ----------- | --------------------------------------------------------------- |
| 1865                                     | 1870              | Gustave Terrien      |             |                                                                 |
| 1870                                     | 1871              | François Houlbert    |             |                                                                 |
| 1871                                     | 1874              | Gustave Terrien      |             | Conseiller général de La Suze-sur-Sarthe (1871 → 1875)          |
| 1874                                     | 1875              | François Huin        |             |                                                                 |
| Les données manquantes sont à compléter. |                   |                      |             |                                                                 |
| vers 1917                                |                   | M. Laporte           |             |                                                                 |
| 1919                                     | août 1921 (décès) | Jules Ollivier       | Républicain | Minotier Conseiller général de La Suze-sur-Sarthe (1900 → 1921) |
| 1921                                     | 1936              | Léon Le Blanc        | PRRRS       | Conseiller général de La Suze-sur-Sarthe (1921 → 1940)          |
| Les données manquantes sont à compléter. |                   |                      |             |                                                                 |
| 1945                                     | 1953 ?            | Auguste Duveau       |             |                                                                 |
| 1953 ?                                   | ?                 | M. Jean              |             |                                                                 |
| avant 1959                               | mars 1977         | Roger Ménager        |             |                                                                 |
| mars 1977                                | mars 1989         | Louis Guérétin       | PS puis DVG | Cadre RNUR Réélu en 1983                                        |
| mars 1989                                | mars 2001         | Christian Coulombier | PS          |                                                                 |
| mars 2001                                | mars 2014         | Jean-Luc Godefroy    | DVD         | Retraité                                                        |
| mars 2014                                | en cours          | Emmanuel d'Aillières | DVD         | Agent d'assurances                                              |
| Les données manquantes sont à compléter. |                   |                      |             |                                                                 |

### Jumelages
- Bougoumbarga (Burkina Faso) depuis 1995.

## Population et société

### Démographie
L'évolution du nombre d'habitants est connue à travers les recensements de la population effectués dans la commune depuis 1793. Pour les communes de moins de 10 000 habitants, une enquête de recensement portant sur toute la population est réalisée tous les cinq ans, les populations de référence des années intermédiaires étant quant à elles estimées par interpolation ou extrapolation. Pour la commune, le premier recensement exhaustif entrant dans le cadre du nouveau dispositif a été réalisé en 2007.
En 2022, la commune comptait 4 628 habitants, en évolution de +3,72 % par rapport à 2016 (Sarthe : −0,25 %, France hors Mayotte : +2,11 %).
| 1793  | 1800  | 1806  | 1821  | 1831  | 1836  | 1841  | 1846  | 1851  |
| ----- | ----- | ----- | ----- | ----- | ----- | ----- | ----- | ----- |
| 1 641 | 1 414 | 1 595 | 1 807 | 1 895 | 2 052 | 2 133 | 2 228 | 2 422 |

| 1856  | 1861  | 1866  | 1872  | 1876  | 1881  | 1886  | 1891  | 1896  |
| ----- | ----- | ----- | ----- | ----- | ----- | ----- | ----- | ----- |
| 2 268 | 2 368 | 2 349 | 2 468 | 2 603 | 2 530 | 2 559 | 2 598 | 2 574 |

| 1901  | 1906  | 1911  | 1921  | 1926  | 1931  | 1936  | 1946  | 1954  |
| ----- | ----- | ----- | ----- | ----- | ----- | ----- | ----- | ----- |
| 2 644 | 2 606 | 2 617 | 2 411 | 2 398 | 2 297 | 2 191 | 2 220 | 2 204 |

| 1962  | 1968  | 1975  | 1982  | 1990  | 1999  | 2006  | 2007  | 2012  |
| ----- | ----- | ----- | ----- | ----- | ----- | ----- | ----- | ----- |
| 2 410 | 2 807 | 3 602 | 3 685 | 3 614 | 3 597 | 3 949 | 3 999 | 4 379 |

| 2017  | 2022  | - | - | - | - | - | - | - |
| ----- | ----- | - | - | - | - | - | - | - |
| 4 463 | 4 628 | - | - | - | - | - | - | - |

### Manifestations culturelles et festivités
- Bric-à-brac organisé le premier week-end de juillet.
- Fête de l'été avec de nombreuses animations.
- Spectacle des Amat'Cœurs tous les ans en février au profit des Restos du Cœur.

## Culture locale et patrimoine

### Lieux et monuments
- L'église Saint-Julien de Brioude, dit aussi Saint-Julien le Pauvre, date des XIe, XIIIe et XIXe siècles. Ancienne chapelle du château, elle renferme une statue du XVe siècle intitulée La Vierge à l'Enfant, classée monument historique au titre d'objet en 1907[40].
- La chapelle Notre-Dame-des-Bois, datant du XIe siècle, d'architecture romane, au lieu-dit la Chapelle. Très ancien lieu de culte, dont l’autel reposerait sur la souche d’un vieux chêne, les pèlerins y viennent nombreux depuis fort longtemps, pour y implorer tout spécialement la Vierge en faveur des soldats. L'édifice renferme un groupe sculpté du XVIe siècle ou XVIIe siècle, intitulé L'éducation de la Vierge, classé monument historique au titre d'objet en 1979[41].
- Construit sur une motte castrale, le « vieux château » (XIe – XVe siècles) est également surnommé « château de Barbe-Bleue » en raison d'une tradition relative à Gilles de Rais. Cet ancien compagnon d'armes de Jeanne d'Arc aurait séjourné dans le château et enfoui dans les latrines les restes de ses jeunes victimes. Cependant, il semble que cette légende procède d'une confusion — commise notamment par  Jules Michelet[42] — entre le château de La Suze-sur-Sarthe et l'hôtel de La Suze autrefois sis dans la paroisse Notre-Dame à Nantes. Aujourd'hui disparu, cet hôtel nantais appartint à Jean de Craon, seigneur de La Suze et grand-père maternel de Gilles de Rais. Postérieurement au décès de Craon en 1432, la seigneurie de La Suze passa à René, frère cadet de Gilles de Rais, tandis que le nom de La Suze demeurait associé à l'hôtel nantais. Celui-ci devint propriété de Gilles, qui en fit le théâtre de certains de ses crimes, d'après les pièces de ses procès[43],[44].
- Le château de la Fuye, datant du XVIIe siècle.

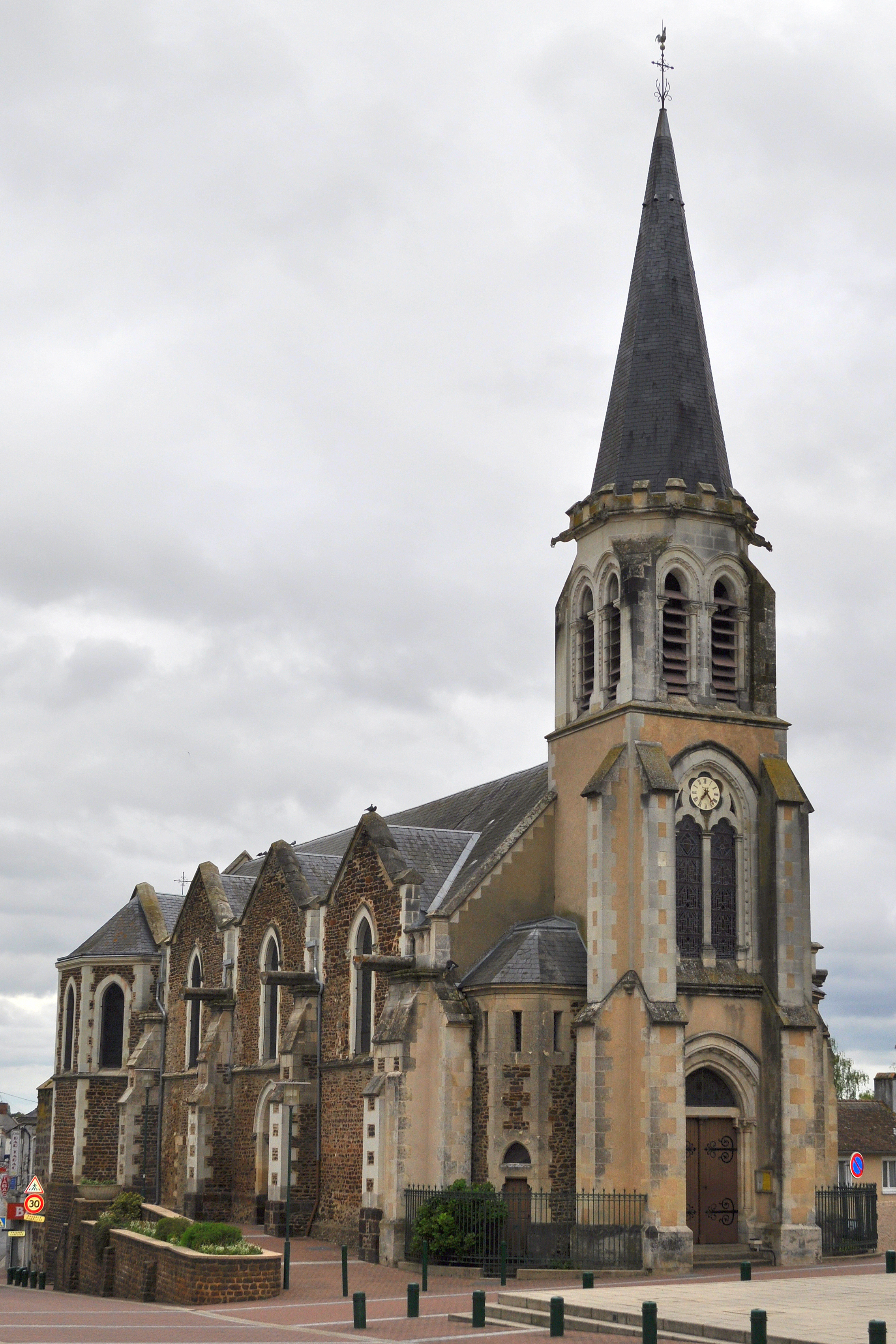
L'église Saint-Julien.
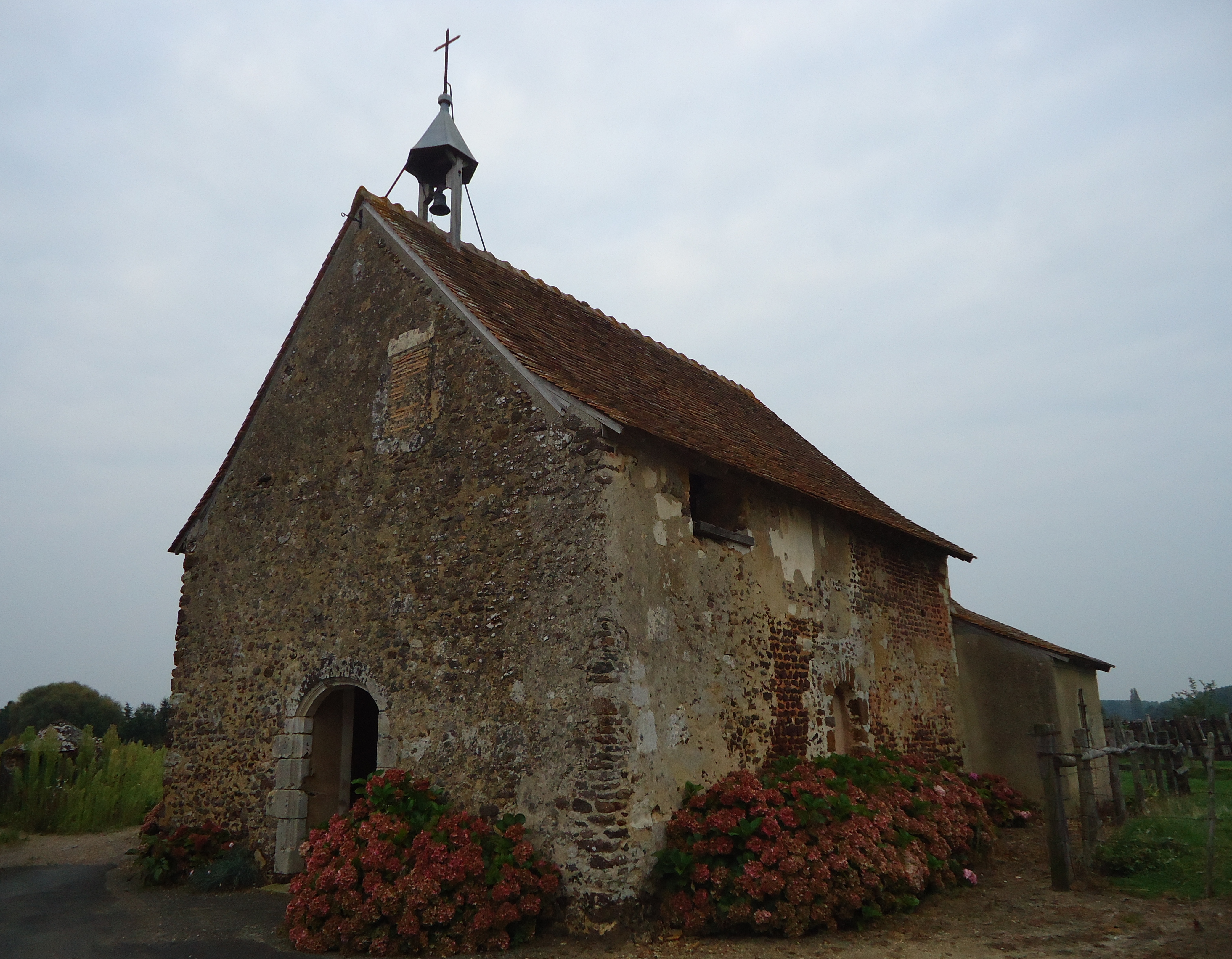
La chapelle Notre-Dame-des-Bois.
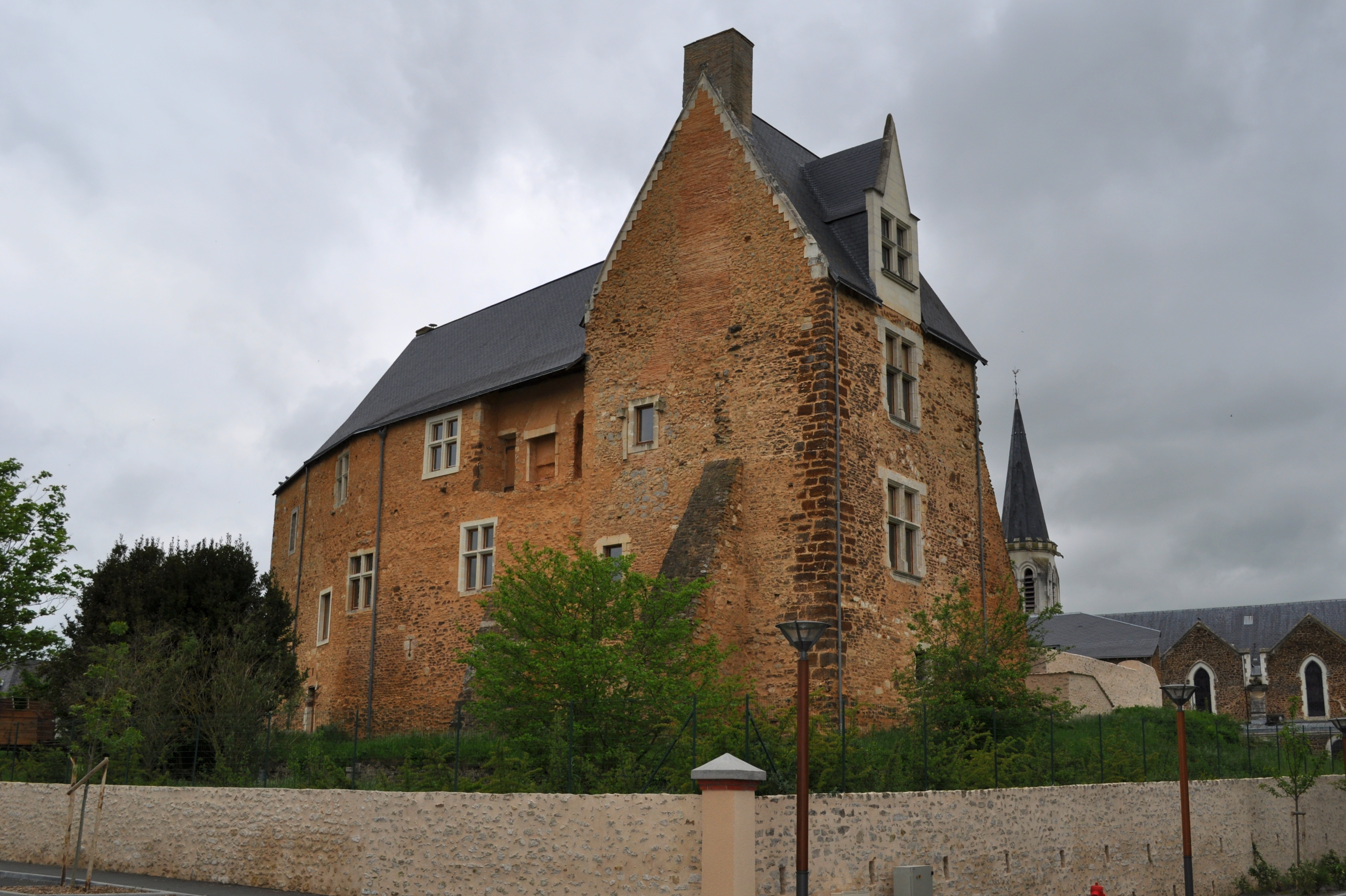
L'ancien château fort.
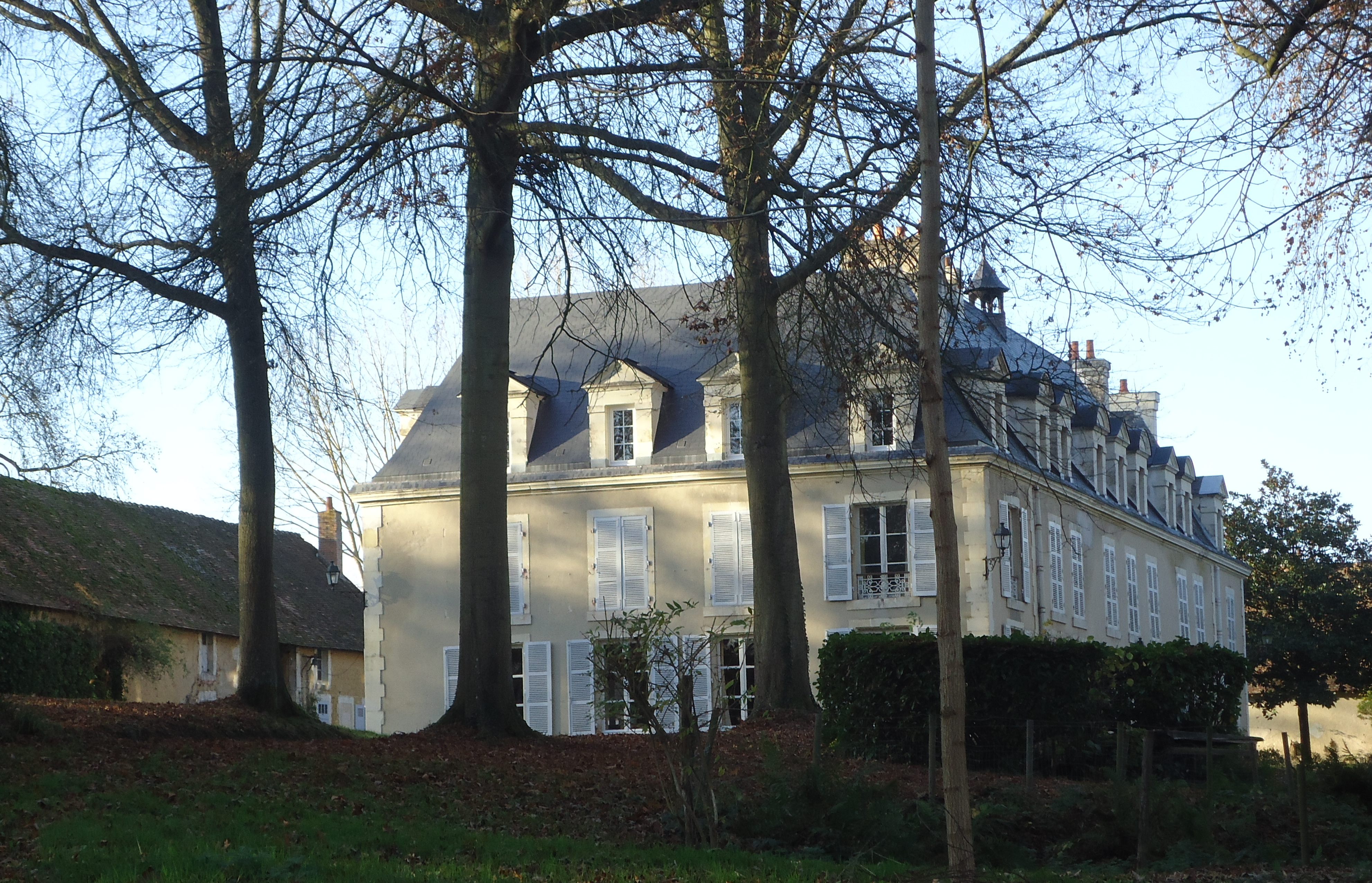
Le château de la Fuye.

### Personnalités liées à la commune
- René de Rais, seigneur de La Suze, frère de Gilles de Rais.
- Baudouin de Champagne, baron de La Suze, mort en 1560.
- Les Chamillart, marquis de La Suze[45].
- Pierre Mortier-Duparc (1748-1834), homme politique né et mort à La Suze-sur-Sarthe, député de la Sarthe au Conseil des Cinq-Cents.
- Augustin André Gasselin de Fresnay (1802-1889), homme politique né à La Suze, maire de Cérans-Foulletourte puis maire de Fresnay, député de la Sarthe de 1848 à 1851 et de 1871 à 1876.
- Pierre Jules Lebreton (1814-1871), homme politique né à La Suze, député de la Sarthe de 1848 à 1849.
- Jean-Claude Osman (né en 1947 à La Suze), surnommé La Rouille, joueur de football.
- Hervé Guilleux, né le 15 février 1956, fils d’un médecin de La Suze, il s’inscrit en 1973 à la Coupe Kawasaki dont il termine 2e en 1974. En 1979, il termine 4e du Grand Prix de France 250 cm³ sur une But. En 1982 il est vainqueur au Bol d’or et obtient le titre de vice-champion du monde d’endurance cette même année. En 1983, au guidon d’une Kawasaki 250 cm3, il remporte le Grand Prix d’Espagne (devant Christian Sarron) et termine trois autres fois sur le podium (3e en Afrique du Sud, 3e aux Pays-Bas, 2e en Suède).
- Ariste Jacques Trouvé-Chauvel, homme politique né en 1805 à la Suze-sur-Sarthe et mort en 1883.

### Héraldique
| Blason de La Suze-sur-Sarthe | Blason  | D'azur au lévrier passant d'argent colleté et bouclé de gueules, au chef d'or chargé de trois étoiles de sable. |
| Blason de La Suze-sur-Sarthe | Détails | Il s'agit des armes des Chamillart, marquis de La Suze.                                                         |